# Усти над Орлици (окръг)
Окръг Усти над Орлици (на чешки: Okres Ústí nad Orlicí) е един от 4-те окръга на Пардубицкия край на Чехия. Административен център е едноименният град Усти над Орлици. Площта на окръга е 1258,31 km2, а населението – 139 178 жители. В окръга има 115 населени места, от които 10 града и 2 места без право на самоуправление.

## География
Окръгът е разположен в североизточната част на края. Граничи с окръзите Пардубице и Свитави на Пардубицкия край; Шумперк на Оломоуцкия край и Рихнов над Кнежноу на Краловохрадецкия край. На север е държавната граница с Полша.

## Градове и население
Данни за 2009 г.:
| Град               | Население |
| ------------------ | --------- |
| Ческа Тршебова     | 16 477    |
| Усти над Орлици    | 14 934    |
| Високе Мито        | 12 688    |
| Ланшкроун          | 10 361    |
| Хоцен              | 9096      |
| Летохрад           | 6373      |
| Жамберк            | 6086      |
| Кралики            | 4619      |
| Брандис над Орлици | 1384      |
| Яблоне над Орлици  | 3468      |

| Общо            | Жени             | Мъже             |
| --------------- | ---------------- | ---------------- |
| 140 737 (100 %) | 71 022 (50,46 %) | 69 715 (49,54 %) |

Средната гъстота е 111 души на km²; 62,02 % от населението живее в градове.